# Історична Англія
Історична Англія (англ. Historic England, офіційно в Комісія історичних будівель і пам'яток Англії, англ. Historic Buildings and Monuments Commission for England) є виконавчим позавідомчим державним органом Британського уряду, який фінансується Департаментом у справах культури, ЗМІ і спорту (DCMS). Його завданням є захист історичного середовища Англії шляхом збереження та ведення списків історичних будівель і консультування центральних і місцевих органів влади.